# Bongo, Coasta de Fildeș
Bongo este o comună din regiunea Sud-Comoé, Coasta de Fildeș.